# 王立銘
王立銘（1973年—），諷刺漫畫家，筆名「變態辣椒」(Rebel Pepper)，現居美國。

## 生平
王立銘生於新疆维吾尔自治区，祖籍河北，湖南漫畫家，在前往美國前，他經營食品網購生意，且已婚並育有一子。2023年2月10日，王立銘入籍美國。目前居住在美國弗吉尼亚的费尔法克斯。
自2006年起，在猫扑等網站發表时政漫画，引起廣泛關注。2013年10月浙江余姚遭颱風菲特襲擊，他因转发余姚有饿死的婴儿的微博，被國內安全保衛以「涉嫌尋釁滋事」傳喚。在離開中國大陸前，王立铭曾在河北唐山、上海、北京等地居住。
2014年5月，王立銘在日本考察市場兼旅遊期間發微博稱讚日本，並陸續發表諷刺中国共产党的政治漫畫，《人民日報》旗下的人民網發表批评文章《看清“變態辣椒”親日媚日的漢奸相》，随后《環球時報》等十多個媒體轉發。8月間，變態辣椒的微博帳號突然遭中國大陸官方封鎖。由於曾在北京遭公安帶走問話，王立銘因担心回国后安全受到威胁，於是向日本「入國管理局」申請延長停留日本的時間，之後王立銘宣佈留在日本，不再回国。2016年2月，他在接受法国国际广播电台中文部採訪時感到遺憾。留在日本期間，兼任日本埼玉大学的研究人员。2017年5月，王立銘獲得美國簽發EB-2签证，他之後離開日本，入职於自由亚洲电台。

## 立场
在中国大陆时，王立铭持反对中国共产党、共产主义和社会主义的政治态度，同时亦批评支持中国统一的国民党，积极支持台湾、香港、西藏等地的独立运动。2019年香港反送中運動時，王立銘曾作畫為示威者打氣。
在批評共產黨的同時，王立銘對中華文化持全盤否定態度，強烈批評中國人存在「奴性」，且不赞成美國國務院提出的对中共和中国人分割处理的做法。
在2020年美国总统大选中，王立銘公開為特朗普站台，聲稱自己支持美国右翼保守主义，批评美国民主党、黑人民權運動和溫和左派，對Black Lives Matter等平權運動持强烈批評態度。

## 评价
2017年4月获得聚焦审查（Index on Censorship）的国际言论自由奖。

## 外部連結
- 王立銘的Facebook專頁
- 王立銘的X（前Twitter）
- YouTube上的王立銘頻道